# Wellington Shire
Wellington Shire är en kommun i Australien. Den ligger i delstaten Victoria, omkring 180 kilometer öster om delstatshuvudstaden Melbourne. Antalet invånare var 42 983 vid folkräkningen 2016.
Följande samhällen finns i Wellington:
- Sale
- Heyfield
- Yarram
- Tinamba